# Saint-Pierre-Montlimart

Saint-Pierre-Montlimart este o comună în departamentul Maine-et-Loire, Franța. În 2009 avea o populație de 3,258 de locuitori.